# Hallepoort (metrostation)
Hallepoort (Frans: Porte de Hal) is een station van de Brusselse metro, gelegen onder de Kleine Ring van de stad Brussel.

## Geschiedenis
Het station Hallepoort werd geopend op 2 oktober 1988 samen met de stations Munthof en Zuidstation. Dit station wordt bediend door de metrolijnen 2 en 6 sinds de herziening van het metronet in 2009.
Naast het metrostation werd ook nog een premetrostation geopend op 3 december 1993 samen met Sint-Gillisvoorplein, Horta en Albert. Deze stations liggen op de Noord-Zuidas en worden bediend door tramlijnen 3, 4 en 51. Tegen 2024 zouden de premetrostations omgebouwd moeten worden in een volwaardige metrolijn 3.

## Situering
Dit station is nabij de Blaesstraat en niet ver van het Vossenplein gelegen. Het ondergrondse metrostation is genoemd naar de Hallepoort, een oude stadspoort die zich even ten oosten van het station bevindt. Een deel van de uitgangen van het station liggen in het Hallepoortpark.
De perrons bevinden zich op twee niveaus: de sporen van de premetrolijnen 3, 4 en 51 bevinden zich op niveau -1, de sporen van de metro op niveau -2. Ter hoogte van de Hallepoort stoppen ook buslijnen, zowel van de MIVB, De Lijn als de TEC.

## Kunst
Bij een van de verbindingen tussen beide verdiepingen creëerde striptekenaar François Schuiten (De Duistere Steden) een kunstwerk onder de naam Le Passage inconnu. Het uit de muur springende object bestaat uit maquettes van gebouwen en oude tramonderdelen en schept een verbinding tussen het verleden en de toekomst. Boven de perrons van lijn 2 vormen twaalf panelen in verschillende kleuren een abstract schilderij van Raoul De Keyser.

## Afbeeldingen

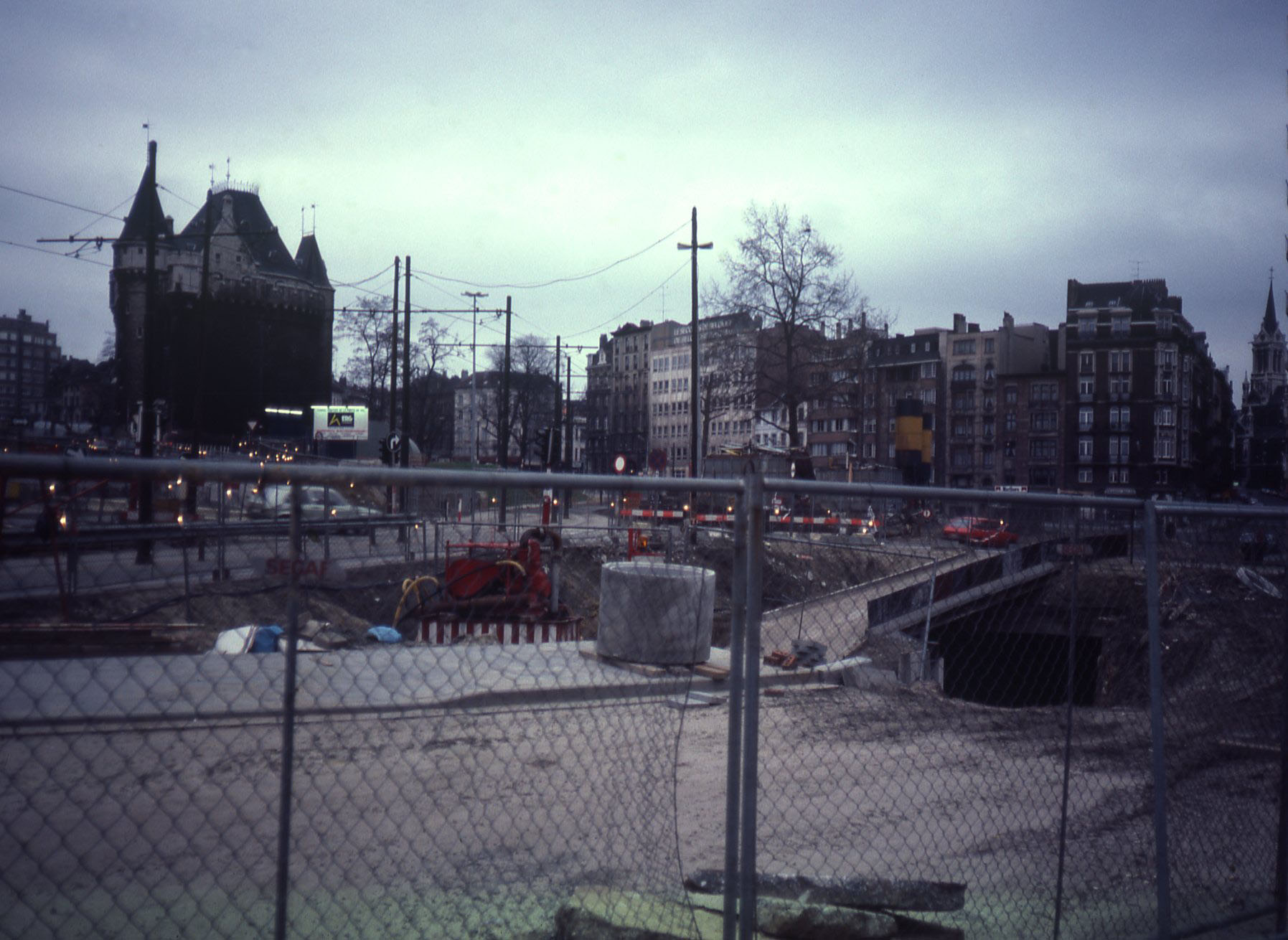
Bouw van het station in 1984.
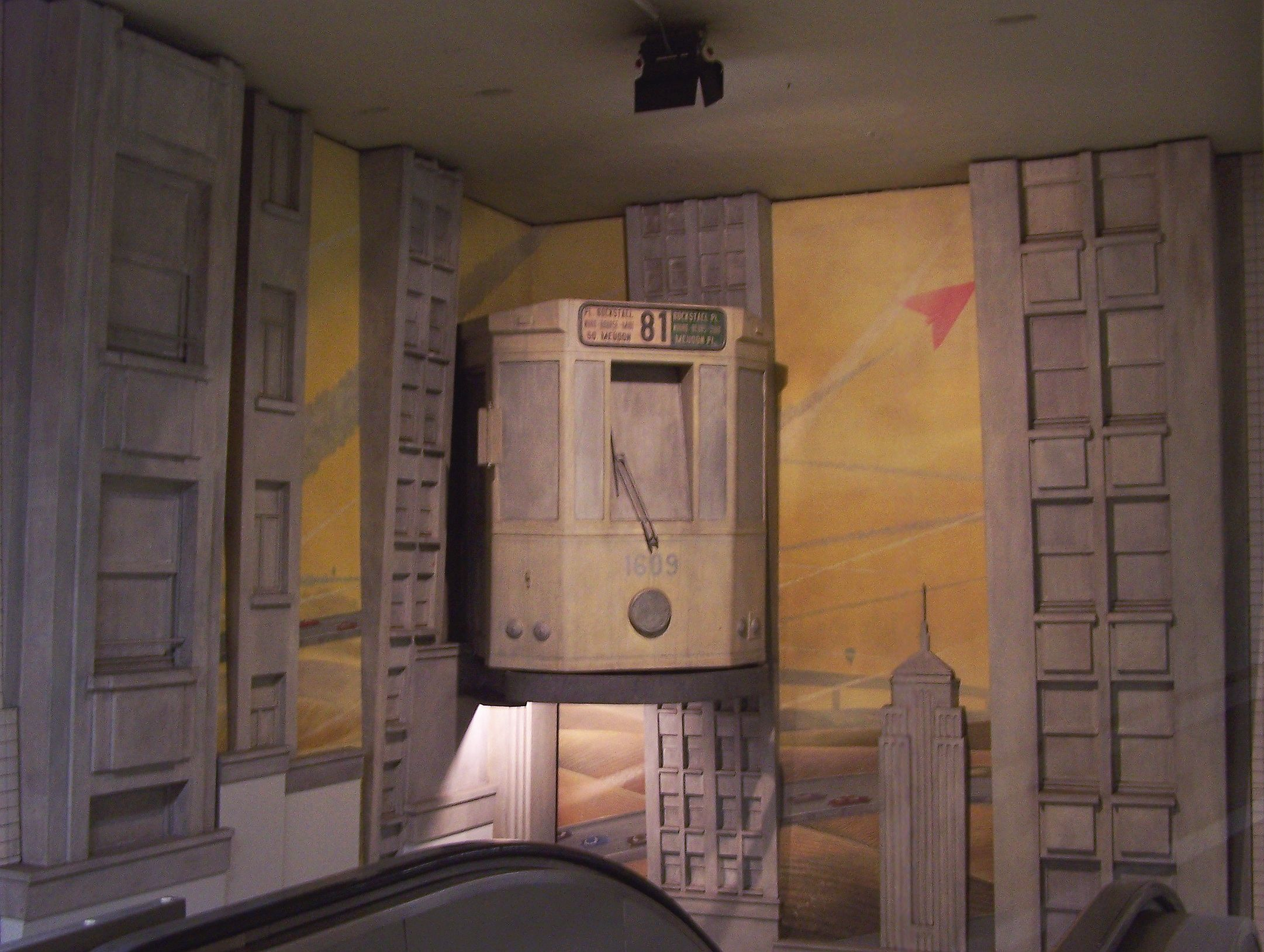
Kunst in de gangen van het station.
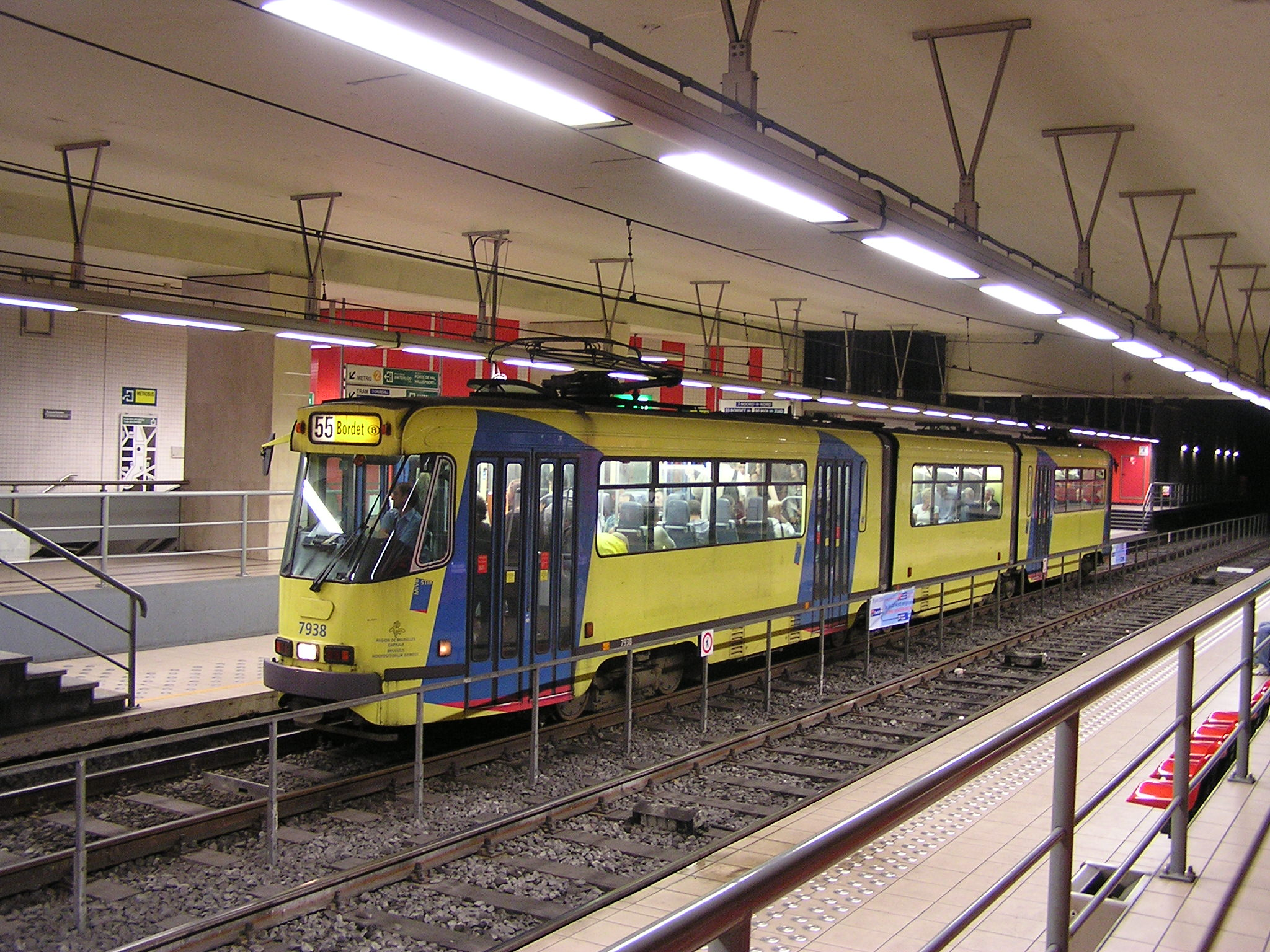
Tram in het premetrostation.
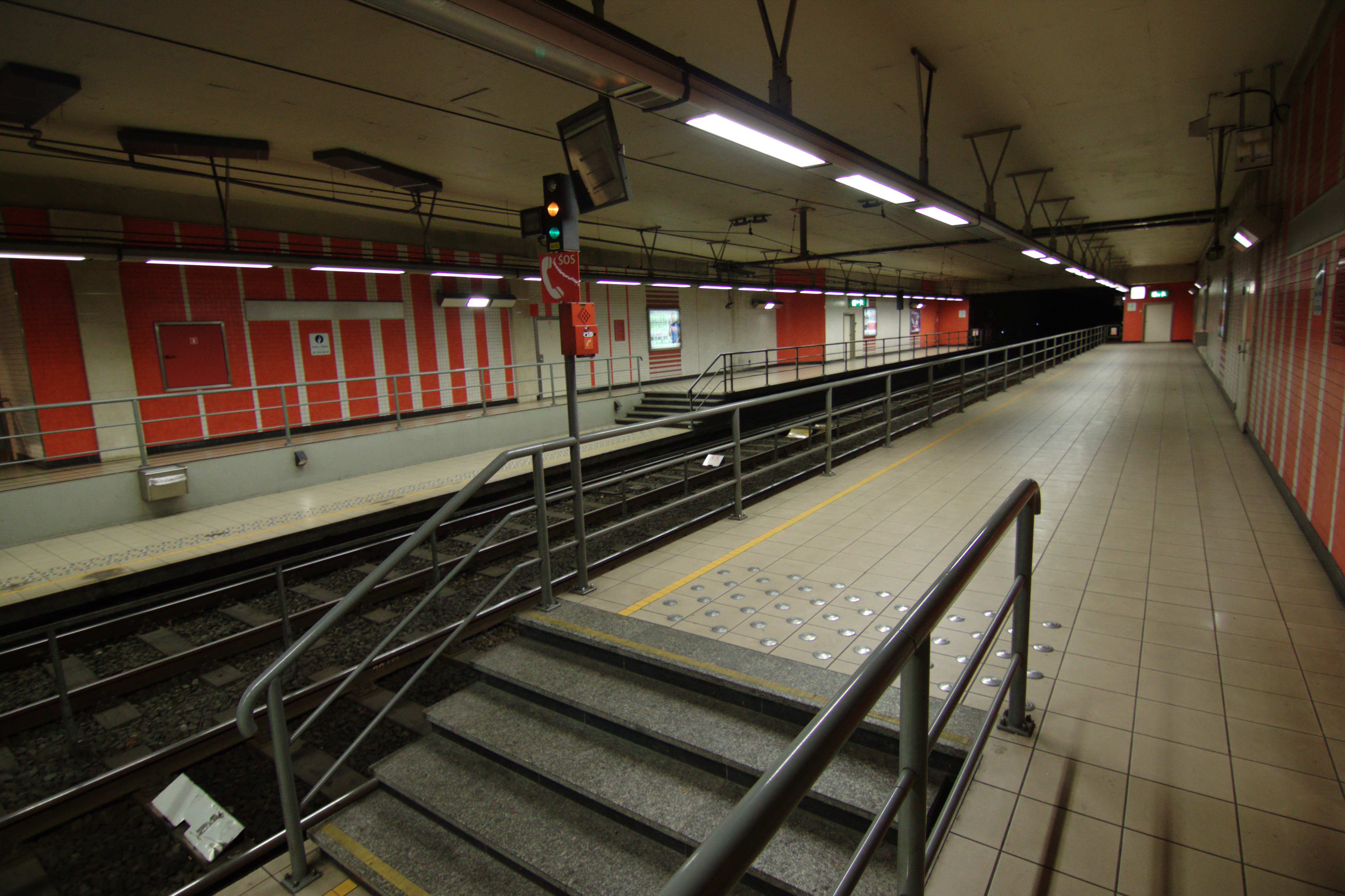
Verlaagde perrons van het premetrostation.
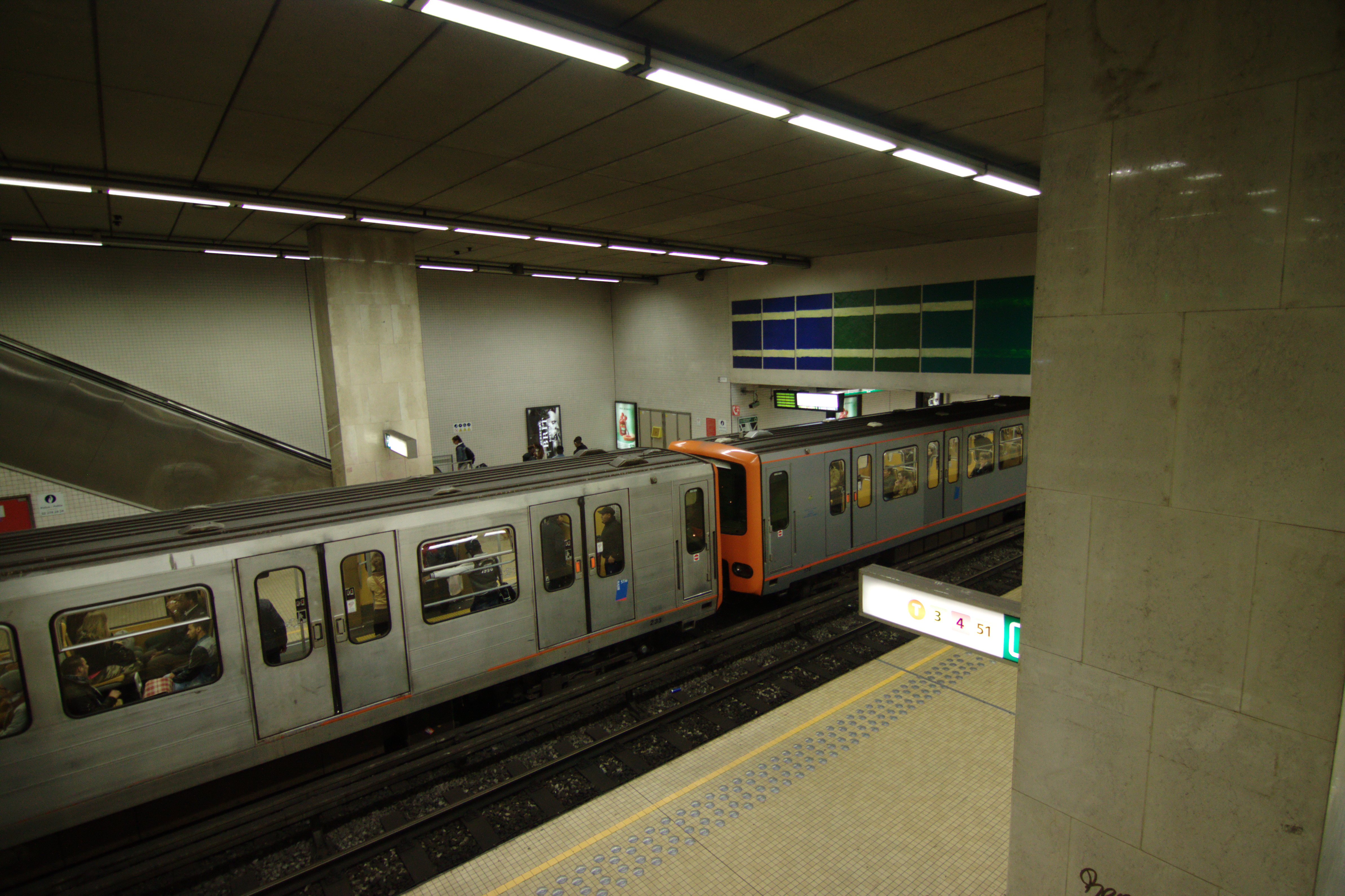
Perrons van het metrostation.